# ナージャ・ミハルコワ
ナージャ・ミハルコワ（ナデジダ・ニキティチナ・ミハルコワ、ロシア語: Наде́жда Ники́тична Михалко́ва, ラテン文字転写: Nadezhda Nikitichna Mikhalkova, 1986年9月27日 - ）は、ロシアの女優である。

## 来歴
父のニキータ・ミハルコフは映画監督、祖父は作家・詩人であり、ソビエト連邦国歌およびロシア連邦国歌作詞者のセルゲイ・ミハルコフ、姉のアンナと兄のアルテムは同じく俳優である。6歳の時に父ニキータの監督・出演映画『太陽に灼かれて』のナージャ役で女優デビューする。実生活と同じく親子役を務めたこの映画はカンヌ国際映画祭で審査員グランプリを獲得しやアカデミー賞外国語映画賞を獲得した。
2008年にモスクワ国際関係大学を卒業する。2010年に『太陽に灼かれて』の続編『戦火のナージャ』でティーンエイジャーとなったナージャを再演する。
映画監督・プロデューサーのレゾ・ギジナイッシュビリと結婚しており、2011年5月21日にモスクワで娘を出産した。

## フィルモグラフィ
| 年   | 日本語題 原題                                 | 役名               | 備考             |
| ---- | --------------------------------------------- | ------------------ | ---------------- |
| 1993 | Анна от 6 до 18                               | ナージャ           | ドキュメンタリー |
| 1994 | 太陽に灼かれて Утомлённые солнцем             | ナージャ           | 女優デビュー     |
| 1999 | シベリアの理髪師 Сибирский цирюльник          | Girl at the Fair   | クレジット無し   |
| 2000 | Президент и его внучка                        | Masha and her twin |                  |
| 2010 | 戦火のナージャ Утомлённые солнцем 2           | ナージャ           |                  |
| 2011 | 遥かなる勝利へ Утомлённые солнцем 2: Цитадель | ナージャ           |                  |